# Liste der Nationalstraßen in der Zentralafrikanischen Republik

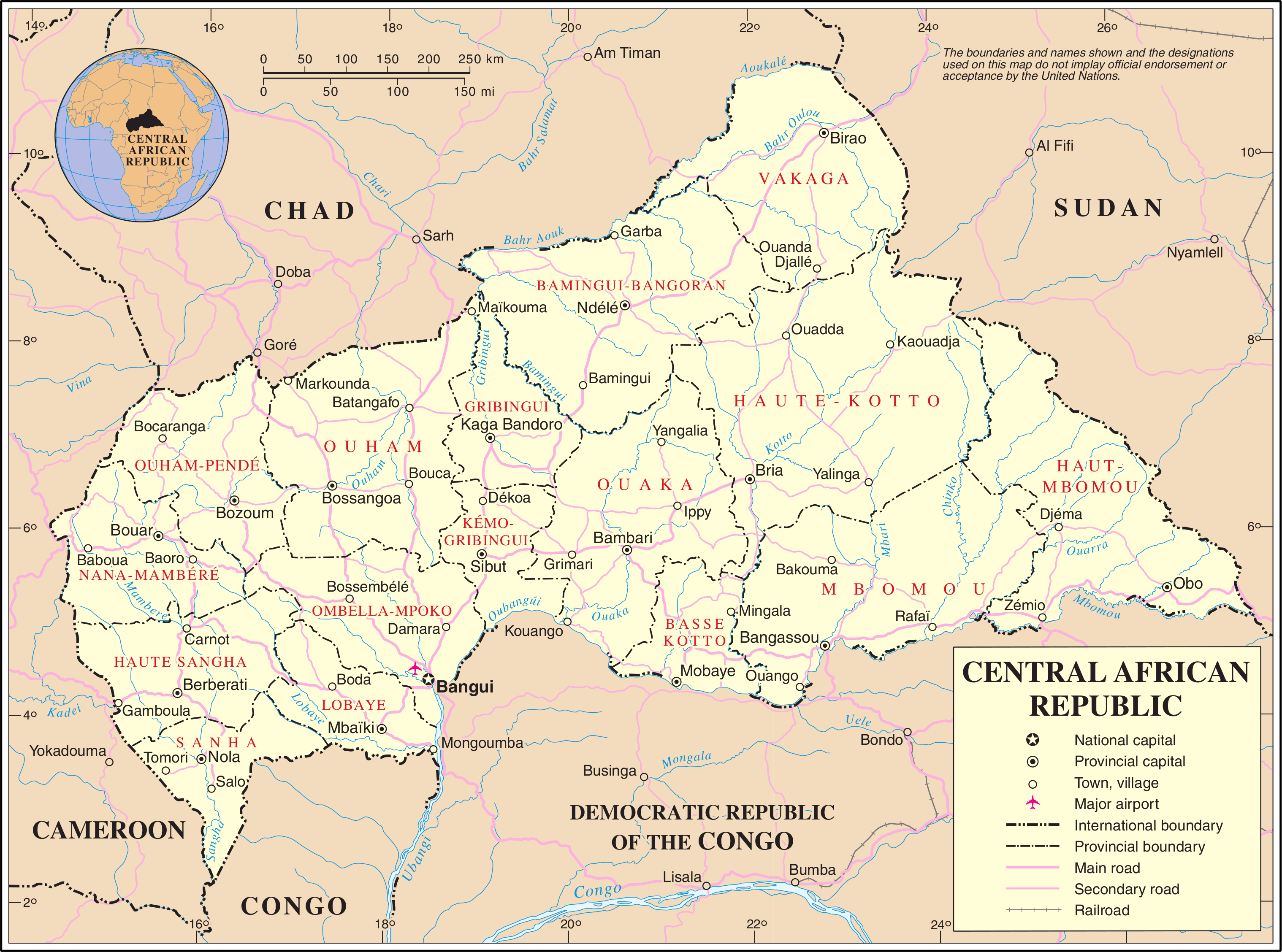
Karte der Zentralafrikanischen Republik mit Straßennetz

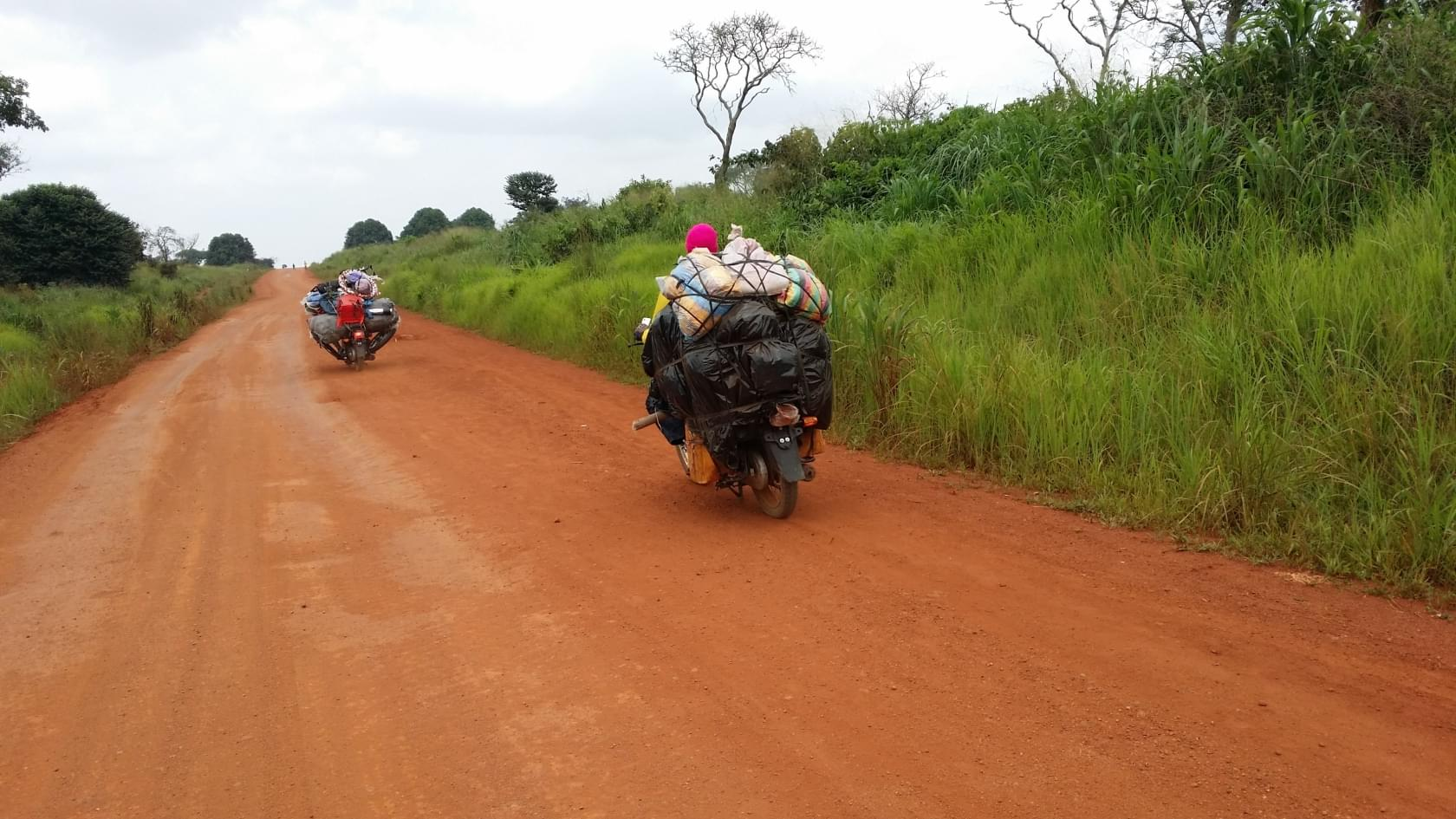
Transport in der Zentralafrikanischen Republik

Diese Liste führt die wichtigsten Fernstraßen in der Zentralafrikanischen Republik auf. Es gibt zwei Typen von Fernstraßen: zum ersten die Nationalstraßen beginnend mit RN (Route Nationale) und zum zweiten die Regionalstraßen beginnend mit RR (Route Régionale). Das Netz der Nationalstraßen umfasst nach offiziellen Angaben 5376 Kilometer und verbindet die Hauptstädte der Präfekturen. Die Regionalstraßen haben insgesamt eine Länge von 3761 Kilometern. Andere Quellen geben Werte von etwa 4000 Kilometern für Nationalstraßen und etwa 6000 Kilometer für Regionalstraßen an.

## Nationalstraßen
| Name  | Verlauf | Länge   |
| ----- | --- | ------- |
| RN 1  | Bangui (RN 2, RN 6) – Bossembélé (RN 3) – Bossangoa – Boguila – Grenze nach Tschad                                                                      | 0490 km |
| RN 2  | Bangui (RN 1, RN 6) – Damara (RN 4) – Sibut (RN 8) – Bambari (RN 5) – Kongbo (RN 9) – Bangassou – Rafaï – Zémio – Obo – Bambouti – Grenze nach Südsudan | 1340 km |
| RN 3  | Bossembélé (RN 1) – Bossemptélé (RN 7) – Baoro (RN 11) – Bouar – Baboua – Béloko – Grenze nach Kamerun                                                  | 0430 km |
| RN 4  | Damara (RN 2) – Bouca – Batangafo – Kabo – Moyenne Sido – Grenze nach Tschad                                                                            | 0430 km |
| RN 5  | Bambari (RN 2) – Ippy – Bria – Ouadda – Ouanda Djallé – Ouandja (RN 8) – Birao (RN 8)                                                                   | 0690 km |
| RN 6  | Bangui (RN 1, RN 2) – Bobangui – Mbaïki – Boda – Carnot (RN 11) – Berbérati (RN 10) – Gamboula – Grenze nach Kamerun                                    | 0600 km |
| RN 7  | Bossemptélé (RN 3) – Bozoum | 0085 km |
| RN 8  | Sibut (RN 2) – Dékoa – Kaga-Bandoro – Mbrès – Bamingui – Ndélé – Gordil – Ouandja – Teilstück der RN 5 – Birao – Am Dafok – Grenze nach Sudan           | 0600 km |
| RN 9  | Kongbo (RN 2) – Mobaye | 0065 km |
| RN 10 | Berbérati (RN 6) – Nola – Grenze nach Kamerun | 0207 km |
| RN 11 | Baoro (RN 3) – Carnot (RN 6) | 0095 km |

## Regionalstraßen
Die Regionalstraßen haben die Bezeichnung RR.